# 青梅市立霞台中学校
青梅市立霞台中学校（おうめしりつ かすみだいちゅうがっこう）は、東京都青梅市師岡町にある市立中学校。1974年（昭和49年）創立。初代校長は磯西和。通称は「かっ中」や「霞中」。

## 構造
正門から入ると、校庭へは二階の渡り廊下をくぐる必要がある。二階には職員室がある。またプールは学校の北西の端、体育館は校舎の北西に隣接している。

## 沿革
- 1974年
  - 4月1日 - 青梅市立霞台中学校設立認可（初代校長 磯西和 就任）
  - 4月6日 - 開校式、入学式を校庭にて挙行（第1学年5学級、生徒数193名、職員16名）
  - 6月14日 - 普通教室完成完成、生徒移動
  - 7月2日 - 語学練習室（LL）完成
  - 7月14日 - 体育館、プール完成
  - 8月28日 - 国旗掲揚塔完成
  - 11月30日 - 校旗、校歌発表会
- 1975年
  - 3月31日 - 第2期工事完成
  - 5月30日 - 女子夏季標準服決定
  - 6月8日 - 新築落成式挙行
  - 7月1日 - 全計画完了 開校記念日とする
  - 12月19日 - 男子・女子標準服決定
- 1978年4月1日 - 2代校長 横山茂 就任
- 1980年4月1日 - 青梅市立吹上中学校が本校より分離（プレハブ本校校庭に）
- 1982年4月1日 - 3代校長 吉野泰一 就任
- 1983年
  - 4月1日 - 青梅市立泉中学校が本校より分離
  - 4月27日 - クラブ同好会を課外クラブとする
  - 8月22日 - 各教室へカラーテレビを設置
- 1984年
  - 5月7日 - 温水シャワー室完成
- 1987年1月12日 - 第1回スキー移動教室
- 1988年
  - 2月16日 - 青梅市教育委員会研究協力校研究発表
  - 4月1日 - 4代校長 福島敏郎 就任
- 1989年
  - 5月25日 - 焼きもの室完成
  - 12月12日 - 体育館改修工事完了
- 2008年4月 - ジャージ・体操着変更

## 著名な卒業生
- 関浩二 - 元プロサッカー選手（コンサドーレ札幌ユースU-15コーチ）
- Meg Okura - ヴァイオリニスト
- 大勢待利明 - 東京都青梅市長
- 篠原ともえ - タレント、歌手
- 兒玉怜 - kannivalism　BAROQUE.Vo、歌手
- 吉野秀 - 作家、ビジネス・プロデューサー（『笑っていいとも!』、『新知識階級クマグス』、『村上マヨネーズの「突っ込ませていただきます」』などに出演）
- 大嶋良介 - アイスホッケー選手、日本製紙クレインズ所属